# 堀まゆみ
堀 まゆみ（ほり まゆみ、1981年11月2日 - ）は、日本のモデル、女優。神奈川県出身。オスカープロモーション→HONEST所属。旧芸名、堀 真弓（読みは同じ）。

## 人物
- 特技は華道。小原流の免許を取得している。
- 得意なスポーツは空手、バレーボール、卓球。

## 出演

### テレビドラマ
- 土曜ワイド劇場
  - 「温泉（秘）大作戦!〜星野さつきの事件簿〜」（2004年、テレビ朝日） - 亜紀 役
  - 「新聞記者 鶴巻吾郎の事件簿4」（2010年11月13日、テレビ朝日） - 芸者・かじか 役
  - 「狩矢父娘シリーズ13」（2011年10月22日、テレビ朝日） - 相川みどり 役
- 月曜ミステリー劇場
  - 「外科医零子3」（2004年、TBS） - 理沙 役
  - 「外科医零子4〜ハートの240秒〜」（2006年、TBS） - 大前ゆかり 役
- 金曜エンタテインメント
  - 「熱血シングル・ファザー〜新聞記者・新庄圭吾の事件ファイル〜」（2004年、フジテレビ） - 鈴井くるみ 役
  - 「熱血シングル・ファザー〜新聞記者・新庄圭吾の事件ファイル〜2」（2005年、フジテレビ） - 鈴井くるみ 役
- アタックNo.1（2005年、テレビ朝日） - 田丸弥生 役
- 下北サンデーズ（2006年7月 - 9月、テレビ朝日） - プイさん 役
- アテンションプリーズスペシャル〜ハワイ・ホノルル編〜（2007年1月13日、フジテレビ） - 伊藤奈々子 役
- ホテリアー（2007年4月 - 6月、テレビ朝日） - 市川香織 役
- モップガール（2007年11月17日、テレビ朝日） - 謎の女性、葉月涼子 役
- 月曜ゴールデン「女教師探偵・西園寺リカの殺人ノート」（2008年5月19日、TBS） - 保健教諭 役
- モンスターペアレント（2008年、フジテレビ） - 園部愛理 役
- 金曜プレステージ「松本清張ドラマスペシャル・山峡の章」（2010年1月29日、フジテレビ） - 徳永絵美子 役
- ドラマ24「モテキ」（2010年、テレビ東京） - 島田ユリエ 役
- 家政婦のミタ 第3話（2011年10月26日、日本テレビ） - 受付嬢 役
- 水曜ミステリー9
  - 「温泉女将ふたりの事件簿〜愛媛道後温泉 五・七・五の殺人〜」（2012年5月16日、テレビ東京） - 結子 役
  - 「保険犯罪調査員 佐伯初音 空白の起点」（2016年7月20日、テレビ東京）

### 映画
- 破天荒力（2008年） - 明子 役
- バスジャック（2014年）

### 舞台
- Air Studio「プレイス」（2005年） - 晴海 役
- 上野ストアハウス「ホス探へようこそ」（2013年1月） - 華子 役
- Askプロデュース「島のバッキャロー!!〜まごころ食堂篇〜」（2014年12月） - 紀子 役

### CM
- 花王 - 「健康エコナ」
- 日本通信教育連盟 - 「U-CAN」
- ファミリーマート - 「お弁当シリーズ」（2003年）
- ファイザー - 「ニコレット・ミント」（2004年）
- キリンビール - 「チルドビールの冬」 篇（2004年）
- ワーナーミュージック・ジャパン - 「Very! -My Favorites!-」（2005年）
- キリンビール - 白麒麟「冬スイッチ」篇（2005年）

### PV
- サザンオールスターズ「夢に消えたジュリア」（2004年）

### 雑誌
- ViVi（講談社、2001年9月 - 2003年3月） - レギュラーモデル
- Yomiuri Weekly（読売新聞社、2003年6月9日）
- CM NOW（玄光社、2003年6月10日）
- ベストカー（三推社、2003年9月10日）
- Best Gear（徳間書店、2004年5月17日）
- 週刊文春（文藝春秋、2004年6月24日）
- CM NOW（玄光社、2004年8月10日）
- 週刊プレイボーイ（集英社、2004年8月17日）
- TVガイド（東京ニュース通信社、2004年9月8日）
- with（講談社、2005年1月28日）
- FR@U（講談社、2005年5月20日）
- ポポロ（麻布台出版社、2005年5月23日）
- ザテレビジョン（角川書店、2005年6月22日）
- Tokyo Walker（角川書店、2005年7月5日）

### その他
- 全日本GT選手権 auサーキットレディ（2002年）